# Antonio de Comontes

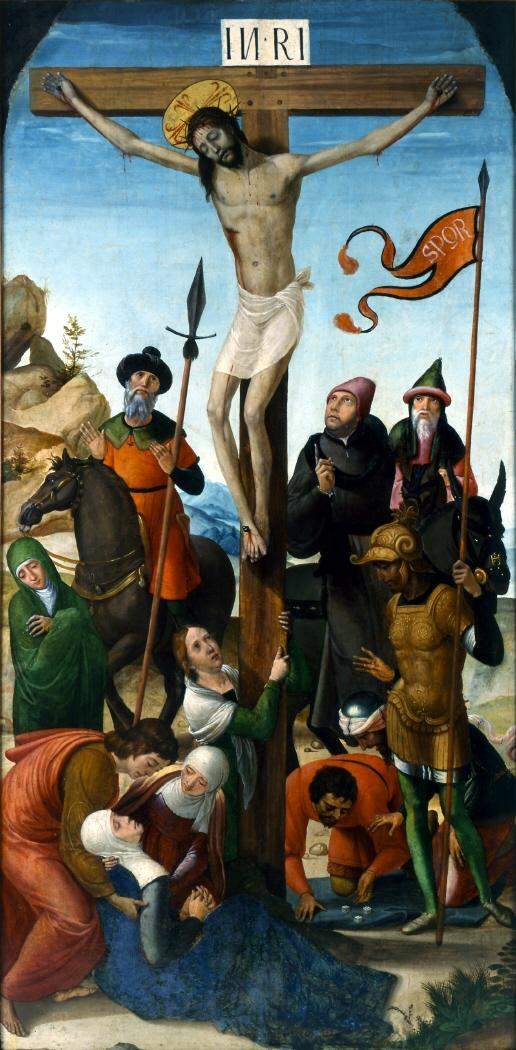
Kreuzigung (um 1540)

Antonio de Comontes († um 1547) war ein spanischer Maler der Renaissance, der in der ersten Hälfte des 15. Jahrhunderts in Toledo tätig war, ein Mitarbeiter von Juan de Borgoña.
Er stammte aus einer Künstlerfamilie, sein Bruder Íñigo de Comontes und sein Neffe Francisco waren ebenfalls Maler und wie er mit Juan de Borgoña verwandt. Im Jahr 1513 beauftragte der Botschafter in Rom und Befehlshaber des Calatrava-Ordens, Francisco de Rojas, Antonio mit der Ausmalung der Tafeln des Hauptaltars und der Seitenaltäre der Kirche San Andrés in Toledo sowie mit einem weiteren, heute verlorenen Altarbild für die Festung Calatrava. Die Ausführung all dieser Werke scheint ausschließlich Comontes zu verdanken zu sein, der die Gesichter ausdrucksstärker darstellte als sein Meister, auch wenn er sie möglicherweise nach burgundischen Vorbildern schuf. Das Altarbild im Kloster des Ordens der Unbefleckten Empfängnis in Toledo ist ebenfalls von ihm, mit den großen Tafeln der Begegnung an der goldenen Pforte und der Geburt der Jungfrau, sowie ein Kalvarienberg im Museo Nacional de Escultura in Valladolid, der dem Altarbild in der Kirche San Andrés sehr ähnlich ist, das wiederum dem von Santa Cruz gemalten Hauptaltarbild in der Kathedrale von Ávila nachempfunden ist.